# Can Llambí (Llagostera)
Can Llambí del veïnat de Penedes (municipi de Llagostera) és un edifici de planta quadrada amb parets portants de pedra morterada que forma part de l'Inventari del Patrimoni Arquitectònic de Catalunya. No és pas gaire lluny de l'església de Sant Ampèlit. Té coberta de teula a dues vessants i estructurat a partir de tres crugies. El mas s'ha ampliat posteriorment, destacant la capella lateral, la reixa de tanca modernista de ferro forjat, en el jardí posterior i el garatge. La façana principal presenta una porta adovellada i finestres enreixades a la planta baixa. A la planta principal s'obre una balconera central i dues finestres laterals amb carreus de pedra i rapissa emmotllurada. A la planta superior s'obren tres grups de finestres amb arcs semicirculars. Hi ha també una pallissa amb arc apuntat de pedra. Tot i que conserva el seu aspecte original, va canviar d'emplaçament per aconseguir millor orientació.

## Història
Segons l'escriptura de l'any 1150, Llambí comprà una fracció de terra al monestir de Sant Feliu de Guíxols. L'any 1350, el Llambí ja eren amos d'un mas important. Els pagesos d'aquestes terres foren especialment durs a la Guerra de les Remences. Vers l'any 1528, Caterina Llambí era propietària del mas. La família continuà en propietat fins que la pubilla es casà amb un altre terratinent, Lluís Garriga de Barcelona, que augmentà el patrimoni rústec. Can Llambí de Penedes fou una de les cases pairals més pròsperes de la comarca i utilitzà l'explotació de les alzines sureres com la seva principal font de riquesa.